# 乐视视频
乐视网信息技术（北京）股份有限公司（简称：乐视、LETV；老三板：400084，简称：乐视网3；深交所除牌前：300104，简称：乐视退），是賈躍亭创立的一家公司，成立于2004年11月，2010年8月12日在深圳證券交易所创业板上市。乐视是中國大陸唯一的一家在境内上市的视频网站，也是全球首家以IPO方式上市的视频网站。2020年5月14日，因公司虧損，樂視網被深圳證券交易所勒令退市。

## 歷史沿革

### 早期拓展
1995年至1996年间，乐视网创始人贾跃亭在山西省垣曲县税务局从事网络维护和支持工作，开始接触移动通讯；随后创办山西西贝尔与西贝尔通信公司，积累无线流媒体研发经验。
2002年底，他基于当时3G牌照很可能快速推出的预期，预见中国无线流媒体应用的前景，进行研发，并正式處於西伯尔通信团队的把控之下。
2002年11月，贾跃亭在西伯尔团队的基础上，于北京中关村高科技产业园区注册乐视网。
2003年，贾跃亭、刘弘走访日韩调研，并对当时流行的手机流媒体产生了浓厚兴趣。回国后他们开始与中国联通合作，并在2005年成为联通的流媒体内容提供商；为确保手机业务抵达用户终端，他们独家包销了LGC950手机，并大获成功。
2004年形成《无线流媒体平台与管理系统V1.0》，版权由贾跃亭获得，他同时预见了流媒体内容的短板，乐视网开始斥资大量购买版权。并在2004年12月，乐视投资制作了中国第一部手机电视剧《约定》（甘薇主演）。当时互联网视频领域主要由VOD视频点播模式、视频分享模式、P2P技术为核心的软件客户端三种。而乐视网独立创建“收费+免费”的模式，一方面由免费客户端，由用户自由上传分享；另一方面则购买版权内容进行互联网收费发行。这一“合法版权+用户培育+平台增值”模式为乐视网后续发展奠定基础。随着网络带宽提高，互联网影视发行逐步取代音像市场发行，而政府对版权态度逐渐明朗化，促使同类的盗版网站接连关闭；版权成本增加、和乐视网的先行优势，使得乐视网用低价建立起近1万小时的正版内容库，迅速成为中国最大的有版权的影视库，形成行业壁垒。

### 拓宽产业链
2006年，乐视网开始与中国中央电视台展开电视合作运营，并培养手机视频产品团队。
2007年，乐视网为央视手机直播央视春晚提供支持；中国大陆地区视频网站大量出现，土豆、优酷、酷六相继成为行业领头羊，这些公司分别获得创业投资、在美国上市；而爱奇艺、则通过母公司支持，也开始分割市场利润。而乐视网在继续买断独家网络首播权上，付出大量资金，使得规模增速受限。
2008年，在深创投的帮助下，乐视网又与中国电影集团签署网络视频和手机视频的独家合作，在一系列资本运作失败后，乐视网成功说服深圳市创新投资集团、汇金立方、深圳南海成长注入5200万元资金。
2010年，乐视网又拓展乐视TV云视频超清机，布局互联网电视。并于2010年6月通过IPO审核，登陆深圳交易所创业板：公开发行股票2500万股，总股本1亿股，发行价人民幣29.20元/股；乐视网也成为中国IPO股票中第一个网络视频公司。上市后，乐视网获得了巨大发展，第一年的销售收入同比增长67%、利润增长60%；第二年（2011年），收入和利润继续保持在60%以上。
2012年，甚至两者的利潤超过了100%。

### 2014年危机
早在2012年1月中旬，乐视网达成了与CNTV的合作，乐视推出的互联网电视机顶盒只能唯一链接至CNTV互联网电视集成平台，两者之间系完全绑定关系，集成平台对终端产品的控制管理具有唯一性，每台互联网电视机顶盒将拥有广电总局发放的唯一编号。
2013年3月5日，乐视网又正式宣布将联手富士康，联手打造乐视超级电视和乐视盒子等产品，并开始形成全面的“平台+内容+终端+应用”全产业链生态系统。而同年11月，优酷土豆集团、搜狐视频、腾讯、乐视网四家连手向百度、快播等进行百余起盗版诉讼，网络视频市场进入到白热化的竞争模式，并为乐视网创造出更宽的市场份额。
2014年7月15日，广电总局下令重点整顿商业网站与牌照商合作开设的“视频专区”，要求互联网电视所有内容都要由牌照方负责，未经批准的终端产品不允许推向市场。然而正当乐视网大步前进时，它遭遇到一次重大公关危机。此整改令迅速重创乐视产业生态，乐视网面临只有内容却无法播出的局面；而在资本市场上，乐视网股价连续两天跌停。7月17日晚间，乐视网紧急发布澄清公告，承认互联网机顶盒存在“违规”并在“整改”，并于次日股票停牌。随后，又在18日下午召开投资者交流会，就近期媒体报道的“政策风险”等事项进行说明，会上，乐视网宣称牵手中国宣传部。随后乐视网因筹划非公开发行股票事项，公告自7月28日开市起停牌。8月20日，广电总局约谈了七大互联网电视牌照方，指出电视端操作系统必须由牌照方推出才合法，并点名批评了乐视UI违规违法。因有媒体的相关报道可能对股价产生较大影响，乐视网自8月21日开市起临时停牌。然而媒体并未因此减少对乐视网的关注，8月22日，一篇名为《乐视十问广电总局》的文章更将乐视网推向舆论漩涡之中，该日下午乐视网迅速辟谣称此为竞争对手恶意攻击；并于8月24日发布澄清声明，表示并未收到监管部门认定电视UI违规、违法的通知；iCNTV播控平台基于相应监管部门因开展自查而暂关闭其内容专区，超级电视集成的华数TV播控平台及专区不受影响；但乐视网主动停售了电视盒子。8月25日，乐视网股票复牌。次日，乐视网披露半年报，显示上半年乐视网营收收入超过29亿元，增长幅度达到近300%，股价暴跌的局面开始恢复。12月22日晚上八點半，乐视控股官方微博发布公告，称公司12名高管将增持股份。公告强调，众高管是因为对本公司未来发展前景的信心才增持股份。

### 市场拓宽

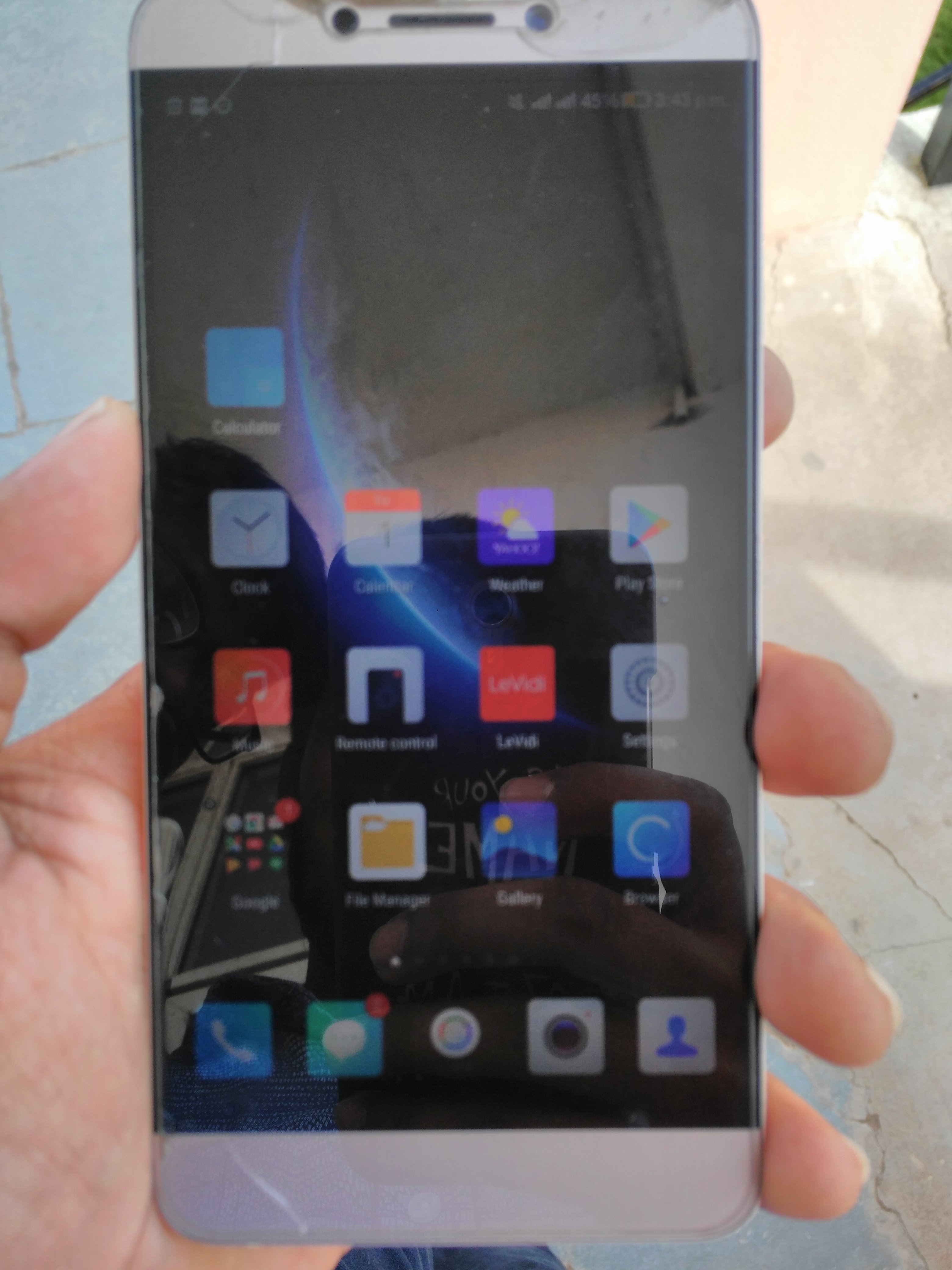
樂視找代工廠生產的低階手機，內預載其視頻APP

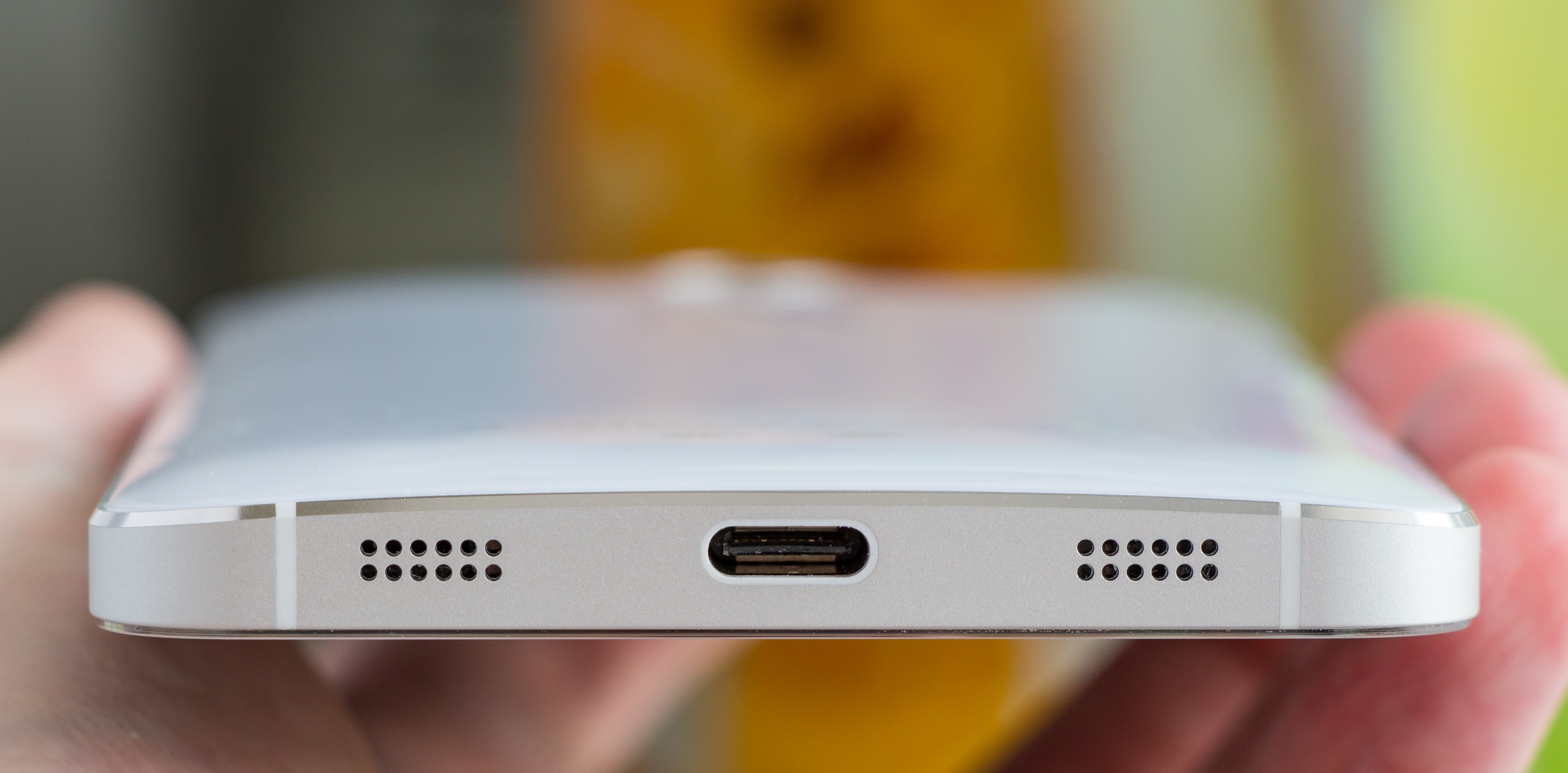
LeTV X600智能手机，采用USB Type-C

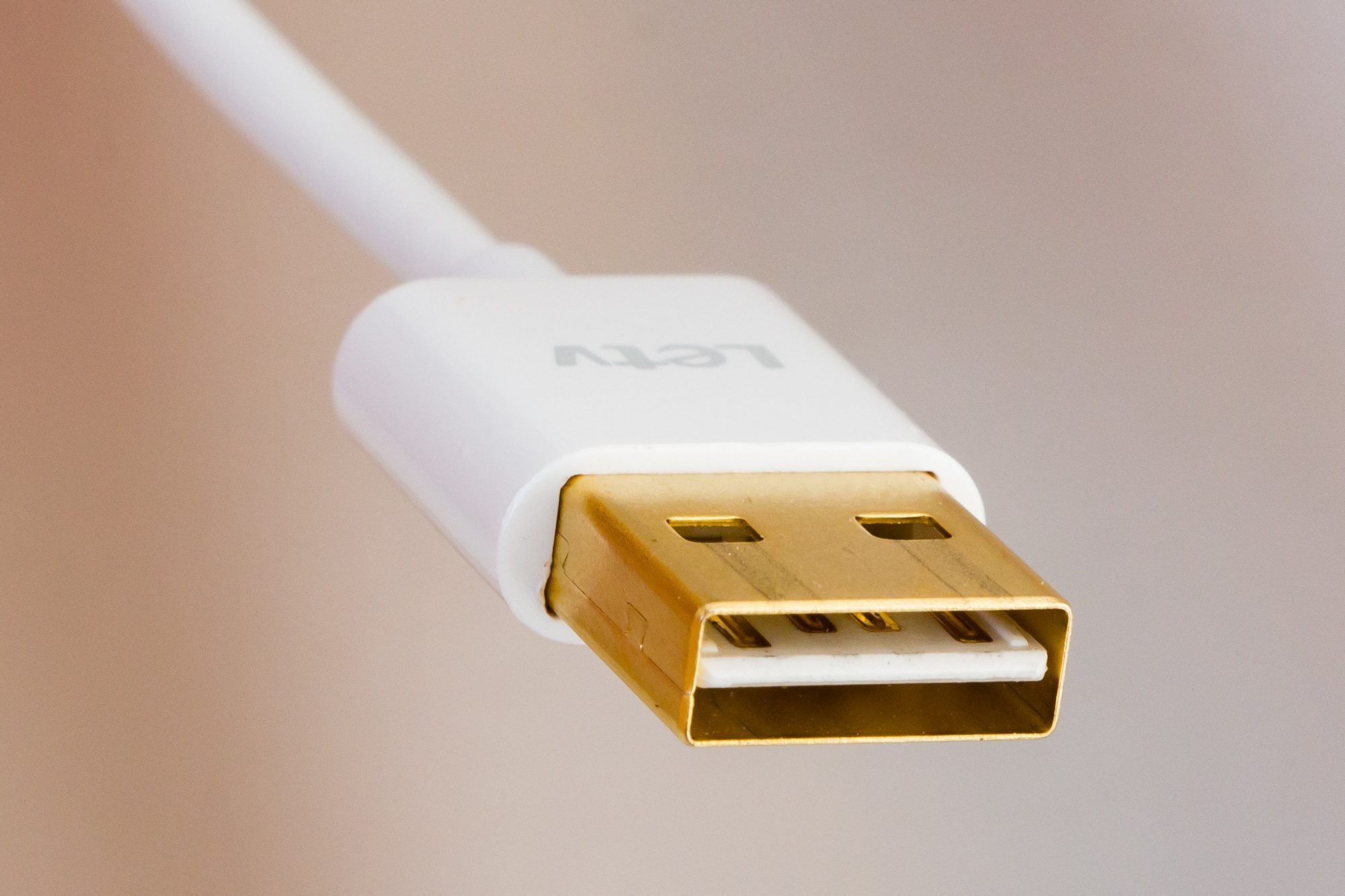
印有樂視標籤的USB線

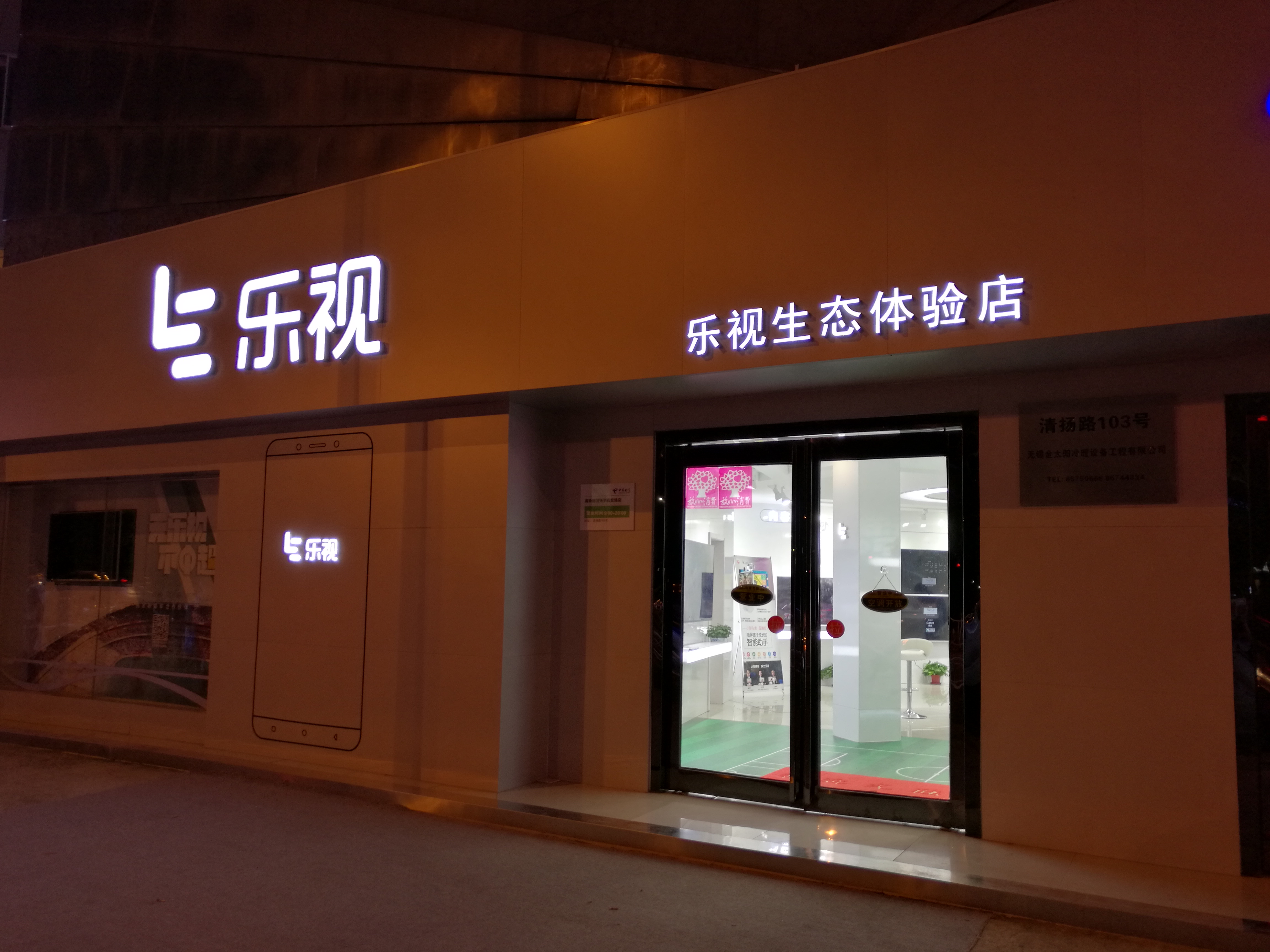
2016年的一間生態店

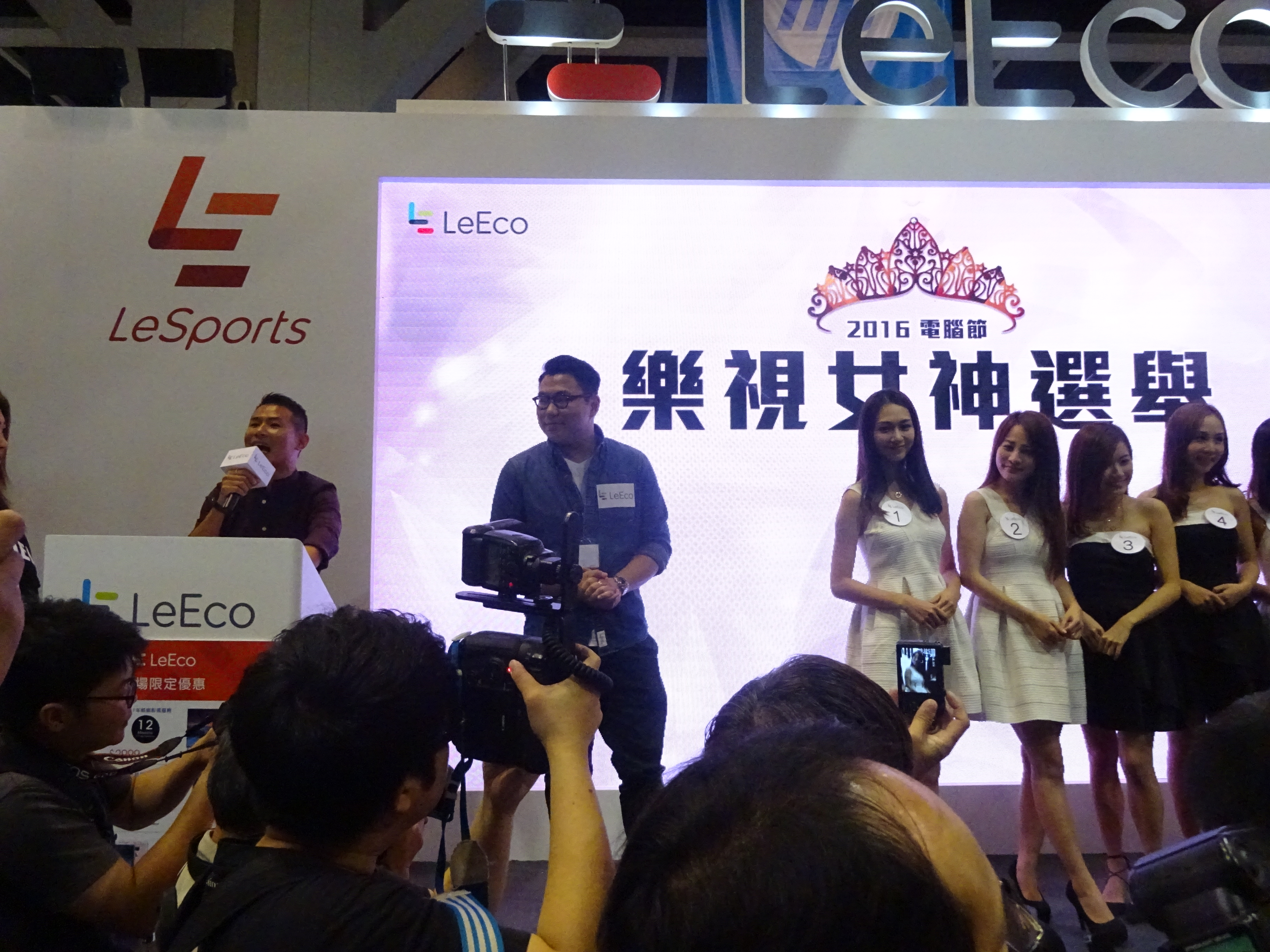
香港電腦通訊節2016女神選美

乐视网之后进一步加快了市场拓宽和海外资本运作的步伐，乐视致新、乐视移动、乐视影业、乐视体育、网酒网、乐视控股等纷纷建立并独立出乐视网。2014年，乐视全生态业务总收入接近100亿元。2014年12月，贾跃亭宣布乐视“SEE计划”，将打造超级汽车以及汽车互联网电动生态系统。而乐视网则加速向自制、体育、综艺、音乐、动漫等领域发力。
2015年7月，中证指数公司发布公告称，决定更换沪深300指数（中国大陆证券市场最具代表性的综合性指数）的18只股票样本股，乐视网进入沪深300指数，作为中国市场的资本代表之一。2015年9月24日，乐视网正式进军香港收費電視市場。而乐视其他的产业和产品开始陆续进入香港和南亚市场。2015年12月开始，乐视网开始了一系列收购，包括通过子公司乐视致新成功入股TCL多媒體，成为第二大股东。
2016年4月15日，由证券时报、中国基金报主办的“天马奖·第七届中国上市公司投资者关系评选”在深圳举行高峰论坛暨颁奖典礼，乐视网荣获“创业板最佳董事会”、“最佳新媒体运营”两项大奖。

### 財務危机爆發
2016年6月23日，樂視斥資2.5億美元收購雅虎在矽谷聖塔克拉拉近郊將近300英畝（約19.7萬平方公尺）的土地。与此同时，乐视集团董事长贾跃亭率队抵达俄罗斯莫斯科，组建了由徐昕泉负责的乐视俄罗斯分公司（LeRee），并成功拿下在俄羅斯舉行的2018年國際足協世界盃转播权。与此同时，乐视以俄罗斯、北美为前头堡，开始着手进行全球化扩张，销售乐视手机、电视、自行车在内的各类产品。
然而，负面信息随着乐视集团的发展不断酝酿。2016年11月，在小米科技雷军的授意下（系媒体曝光，证据仅是微信聊天图片一张，并无明确证据，无法证明微博贴出的聊天记录是否真实），其旗下一点资讯开始大量报道乐视移动出现巨额资金链断裂问题；很快对于乐视集团的攻击开始全面化，并涉及到上市公司乐视网、子公司乐视致新；包括阿里系参股的上海第一财经开始攻击易到用车的资金流问题、以及谣传乐视手机冯幸被开除；小米系蓝鲸TMT、财联社分别诬陷高通、仁宝停止向乐视手机供货；而乐视网持股第二的鑫根基金也发布异议。
尽管乐视网相继进行员工持股计划、高管持股计划，贾跃亭发布内部信、上市公司相继回应各种攻击，乐视的供应商及一些竞争对手（奇虎360周鸿祎、锤子科技罗永浩、利亚德董事长李军等）纷纷表示支持乐视；贾跃亭的长江商学院全班同学也出面投资6亿美元。但是上市公司股价仍然出现连续暴跌，并一度跌至6月复盘后的60%。关于乐视网及其姊妹公司的争议仍被各类自媒体不断放大，其中还包括有：乐视体育超过60%裁员、乐视汽车停滞、乐视手机资金链断裂、股价逼近贾跃亭质押平仓线等。同年12月，上市公司乐视网停盘，以规避持续的做空力量，并着手乐视致新的融资。
2017年1月13日至14日，融创中国及乐视网公佈，融创中国透過关联公司嘉睿汇鑫向乐视网大股东贾跃亭購買8.61%乐视网股權、向乐视网購買部分乐视致新股權。同時華夏人壽、樂然投資和融創中國向乐视致新增資，令乐视网在乐视致新的股權被分薄至40.3118%（仍為大股東），但解決乐视致新與乐视网的資金危機。

### 賈躍亭辭職
2017年5月21日，贾跃亭申请辞去乐视网总经理职务，专任董事长一职，乐视网总经理职务改由梁军担任。而此前几天，原隶属于乐视电商负责的超级电视的销售职能统一并入乐视致新，由梁军直接管理；对应了线下乐帕体系的组织结构也调整为四大线下销售区域总部分管。
2017年6月26日，招商银行上海川北支行依法申请资产保全乐视抵押物，被上海市高级人民法院裁定为符合法律规定。据该法院公布，其具体裁定内容为：冻结乐风移动香港有限公司、乐视移动智能信息技术（北京）有限公司、乐视控股（北京）有限公司和贾跃亭、甘薇名下银行存款共计人民币12.37亿元，或查封、扣押其他等值财产。同年7月6日，贾跃亭提出将辞去乐视网董事长一职，同时辞去董事会提名委员会委员、审计委员会委员、战略委员会主任委员、薪酬与考核委员会委员相关职务，辞职后将不再在乐视网担任任何职务。辞职申请自选举出新任董事后生效。乐视网21日晚间公告，公司第三届董事会第四十六次会议选举孙宏斌为公司第三届董事会董事长，任期自董事会通过之日起至第三届董事会届满之日止；变更公司法定代表人为总经理梁军。
由于负面攻击一直未停，乐视网的销售收入出现锐减，以至于上市公司三季度财报出现10亿元人民币亏损。
2017年10月31日，乐视网估值遭多家基金下调，同时大量媒体报道于2014年、2016年之后，再提乐视网IPO造假，相关发行审核委员会委员被调查。11月4日，中国证券监督管理委员会就发行审核委员会委员被调查的报道表示“已经转给相关部门，正在进一步了解核实”。

### 失信黑名單
樂視危機的最核心為贾跃亭宣布大舉斥資建造法拉第未来汽車產業開始，其在北美的巨額投入，與撲朔迷離從未開工的廠區，不知能否上路的汽車，種種謎團一直縈繞不去。2017年3月开始北美法拉第未來汽車总部出现有规模的裁员，并且有信息指出有假招聘现象，直到5月北美总部已经接近人去楼空和出现贱卖办公用品的现象。
2017年5月21日，贾跃亭申请辞去乐视网总经理职务，专任董事长一职，乐视网总经理职务改由梁军担任。2017年7月6日，贾跃亭辞去乐视网包括董事长在内的所有职务，但将担任乐视汽车的全球董事长。贾跃亭本人在宣布辞职消息发布前一天突然离开中国前往美国，理由是为乐视法拉第未來汽车在美进行融资，并将于两周后回国。然而截止今并未返回，證監會兩度發令通告其回國處理債務，但置之不理，並有記者潛入北美法拉第未來总部發現只有兩名管理員，沒有任何設備，當地居民表示從未有開工跡象，該廠區是一座倒閉工廠被贾跃亭承租，之後掛上了帆布製FF招牌就空置至今。
2017年9月7日，最高人民法院下属的中国执行信息网公布信息，乐视控股（北京）有限公司和乐视移动智能信息技术（北京）有限公司被列入了全国失信执行人名单(俗稱老賴黑名單)。而赴美逾期不归的贾跃亭依旧担任乐视控股的法人。12月11日，北京市第三中级人民法院将贾列为失信被执行人。12月25日，北京证监局发布通告，责令贾跃亭于2017年12月31日前回国，切实履行公司实际控制人应尽义务，配合解决公司问题。然而贾跃亭并未遵守通告规定回国。对此，贾本人回应称，已委托妻子甘薇和哥哥贾跃民全权代理其行使上市公司股东权利和履行股东责任。12月份賈躍亭本人因積欠證券公司股款也被列入失信人名單，從此不得進行高消費及搭乘飛機、高鐵等限制。

### 代夫出征
2017年聖誕節前後為媒體釋疑，賈躍亭依然逃亡海外，但隔海公布一張據稱倫敦FF總部照片，公司前有七輛疑似FF汽車的模型或真車，無法確認。周邊包圍上百名帶聖誕帽的外國人大合照，其稱這些人都是員工。
2018年元旦其妻甘薇回國，並帶有授權書全權處理賈躍亭債務問題，並表示全家沒有欠債潛逃，家中只有兩套房產都已經被查封，其餘動產金錢也查封，公司款項從未用於家庭支出等聲明，並交代外界質疑的財務概況
- 出售樂視股權所得僅97億元人民幣[63]
  - 其中20億元交欠稅
  - 質押股票的貸款欠債69億元償還
- 欠債2014年至今利息17.4億元償還
- 股權投資約16億元
- 經營投入152億元

總支出在274億以上，所以不但錢未私用還個人替公司擔保177億多欠款，尚在滾利息，此為甘薇目前說法。
隨後1月3日央視以長達半小時專題報導節目探討樂視案，節目中暗示賈躍亭姐姐也參與公司系列案件並有70多億人民幣資金去向不明，間接質疑甘薇說法，且表示今後調查方向各方與民間訴訟人不應再採信姊弟倆提供的資金去向資料，而必要時等刑事判決確定透過國際刑警組織將其抓捕歸案。央視財經台同日專題報導暗示，賈家的操作手法是利用境內上市公司舉債，錢抽往海外搞投資項目，在海外無法監管下可以隨意花錢，例如購買豪宅或給自己上億年薪，之後再回國以「投資失敗」做結案，一切合法。節目中律師專家表示已經不是證券行政機構管理範圍，應該報警將其交給公安處理，節目引用格力電器董明珠的評論「我不知道賈躍亭最初是不是想騙錢，但結果就是如此，我相信帮贾跃亭的人太多太多，结果让太多人失望。」
2018年1月底樂視網股票復牌連續無量下跌，贾跃亭持有公司25.67%股票中全部已經質押，质押股权的平均价格约为6.7元，平倉線約10.15元爆倉線6.77元都被跌破，所以贾跃亭已經爆倉，不過沒收其股票的質押方也無法變現多少股票，等於拿到一大疊廢紙，媒體推算乐视网的每股净资产，以提列巨亏116亿人民幣計算，資產剩約8億每股價值只有0.22元，這是在財報真實沒有其他隱藏弊案與帳款的推算。農曆新年期間鳳凰衛視拍攝到贾跃亭在美國的巨大濱海豪宅過年，有龐大的玫瑰花園。

### 償債方案
2018年農曆年後賈躍亭持續逃亡海外不回，並不理會證監會相關命令，諸多債權人已經走上法律程序。賈躍亭則持續透過海外網站發布照片和所謂FF電動車即將量產成功消息，但業界人士不表樂觀，不論該電動車是否存在，這都是一個高難度行業，連美國特斯拉都陷入生產和銷售困境，其FF電動車是否存在、廠房是否存在、車子性能品質，等諸多都是神祕謎團，若真有汽車上市消費者對其維修服務信心，是否敢購買，更是遙遠的不確定。
乐视网（300104）公司方对深交所问询函的回复於2018年三月見諸公眾，其表示透過一系列債務協商和資產抵債計畫，目前勉強維持在帳面資產大於負債的界線狀態，然而今年若找不到新金主投資可能年內就會出現資不抵債，不少投資人和市場分析則認為其實有會計準則和資產估價包裝，真實狀態已經資不抵債。但無論如何維持在不下市狀態就是一個機會，能以拖待變。回函顯示樂視子公司、賈躍亭夫婦等對母公司的關聯方欠款達47.26亿元佔總應收帳款72億元的65.81%，屬於大頭，對於關聯方欠款樂視達成三項措施找回部分錢款：
1. 乐视金融將100%股權，當初投入約30億現在以砍半作價約14億抵債給母公司。[69]
2. 新乐视智家股权當初質押給中国民生信托貸款11億，將任由法拍處置，所得抵債11億中的部分。
3. 乐视电子商务(北京)公司相关资产設備拍賣，約估價9200多萬。

經營調整方面，手机、车联网、VR等項目判斷已經沒有競爭力和短期獲利可能，全部終止研發。投資3億元的乐视创景公司預估將倒閉，先提列全額損失準備，对酷派集团的投资8.88億，預估該集團經營惡化預先提列4.68亿。积极与相关金融机构协商贷款展期。
回复函表示樂視承認存在五大危機：
- 大量对供应商的欠款无法支付
- 销售渠道陷入困局
- 业务规模大幅下滑境况
- 巨额关联应收款项無法追回
- 大股东(賈躍亭夫婦)违反借款承诺

### 終止上市
2020年5月14日，深圳證券交易所决定乐视网股票终止上市。5月22日，融創中國轉讓所持有的所有樂視股份。
2020年9月7日，乐视网在全国股转系统披露公告称，公司涉嫌信息披露违法、欺诈发行案已由证监会调查完毕，决定对公司责令改正，给予警告，并处以60万元罚款；此外，对公司处以募集资金百分之五即2.4亿元罚款。
2021年2月3日，乐视网信息技术（北京）股份有限公司以集合竞价的方式在老三板进行股份转让，每星期一、三、五各转让一次。2021年4月12日，因乐视网2007年至2016年连续十年财务造假等，北京证监局行政处罚乐视网公司合计罚款2.4亿元，对贾跃亭罚款2.41亿元等。
2023年9月21日，北京金融法院判决被告乐视视频向原告投资者支付投资差额损失、佣金、印花税等赔偿款共计近20.40亿元，贾跃亭和多家机构（平安证券、利安达会计师事务所、利安达会计师事务所、华普天健会计师事务所、容诚会计师事务所、信永中和会计师事务所）承担连带责。

## 网络剧／电视剧（首播）
不列卫视上星首播同步
- 我怀了你的孩子
- 我叫郝聪明
- 唐朝好男人
- 屌丝男士第二季
- 女人帮·妞儿第二季
- XGirl／妙探三姐妹

• 东北往事之黑道风云20年
- 屌丝日记
- 光环之后
- 蕾女心经
- 唐朝好男人2
- STB超级教师
- PMAM之美好侦探社
- 整垮前男友
- 天后之征
- 沙僧日记
- 拐个皇帝回现代

- 阿宪走着瞧
- 劲舞青春／PMAM之慾望俱樂部
- 少年志
- 张震讲故事
- 我的老师是传奇
- 朝内81号
- 配角逆袭事务所
- 女人的秘密第一季
- 我的老千生涯
- 来自未来的史密特
- 跌停板，涨停板／涨停板跌停板
- 调皮王妃
- 你是猪么
- 天才在左，疯子在右
- 太子妃升职记
- 芙蓉诀
- 诡案

- 睡在我上铺的兄弟
- 苏染染追夫记
- 极品模王
- 过境者
- 我叫郝聪明之笨蛋爱上两个你
- 绝命卦师
- 女总裁的贴身高手第一季
- 济公传
- 校园篮球风云
- 半妖倾城
- 超少年密码
- 星座啪啪啪
- 遇见王沥川
- 又拐个皇帝回现代
- 偶像猎手
- 艺术学院那些事
- 一起长大
- 花满楼
- 整垮前女友
- 28岁未成年
- 心理罪第二季
- 女总裁的贴身高手第二季

- 我与你的光年距离
- 疯狂刺客之龙之子
- 我的胡搅年代
- 总裁误宠替身甜妻
- 全程爱恋
- 爱你一万年
- 推理笔记